# Us the Duo
 (décembre 2015).
Si vous disposez d'ouvrages ou d'articles de référence ou si vous connaissez des sites web de qualité traitant du thème abordé ici, merci de compléter l'article en donnant les références utiles à sa vérifiabilité et en les liant à la section « Notes et références ».
 (août 2024).

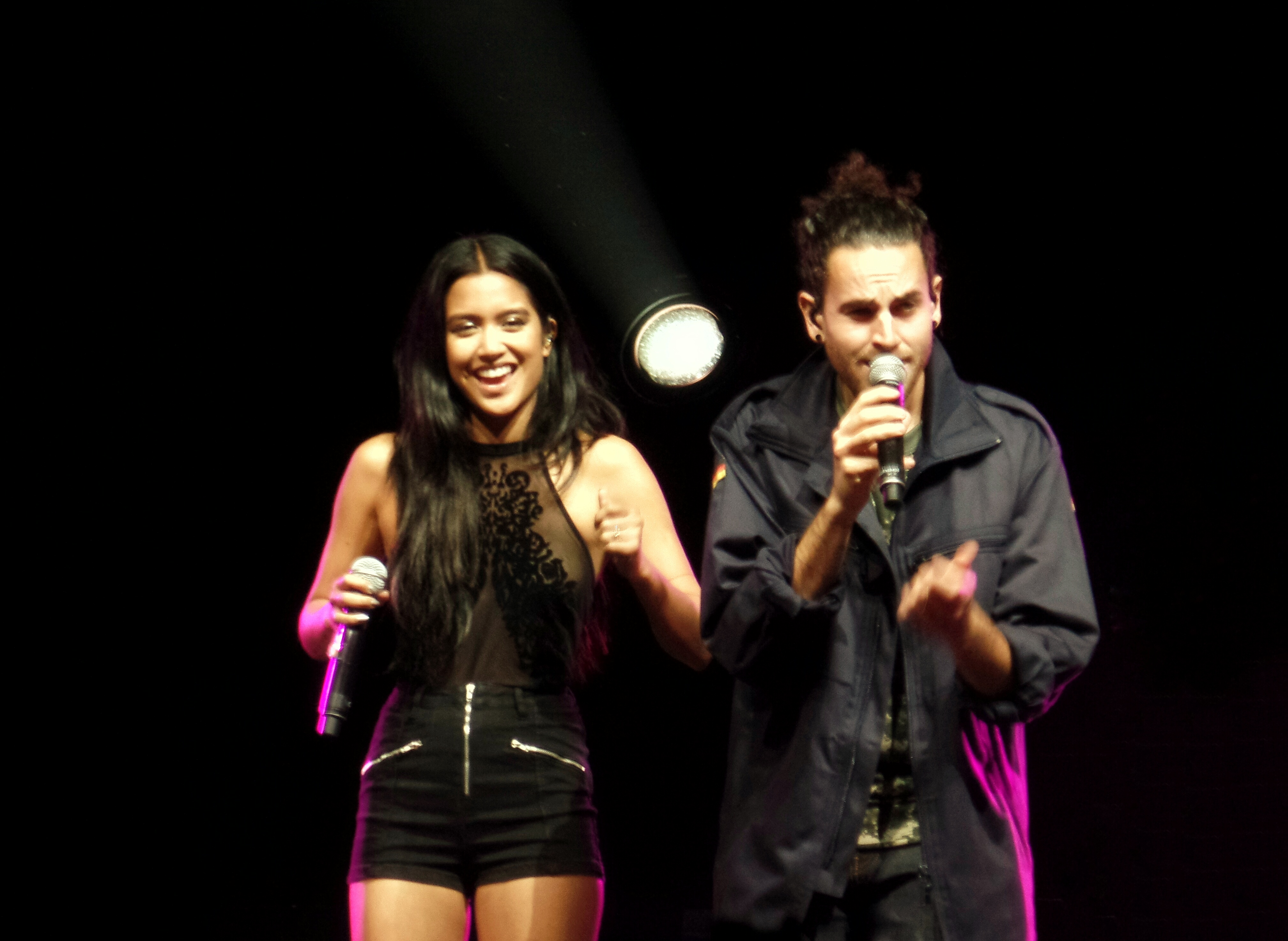
Us the Duo à Cologne

Us the Duo est un groupe américain de musique folk-pop composé de Michael s et Carissa Alvarado. 

## Histoire
Le couple s'est rencontré à Los Angeles en 2011. Ils se marient un an plus tard.
En 2013, le duo commence à réaliser des reprises sur Vine, jusqu'à atteindre en août 2015 un total de 4,8 millions de fans. Sur Youtube, leur chaîne officielle regroupe près d'1,3 million d'abonnés et plus de 77 millions de vues au total.
En mars 2014, ils signent un contrat avec le label Republic Records. Ils sont souvent considérés comme les premiers musiciens à avoir signé un contrat avec une major en raison de leur popularité sur Vine.
Le 9 avril 2018, ils annoncent sur les réseaux sociaux qu'ils attendent un bébé.

### Carrière
Ils commencent leur carrière en 2011 avec des formats très courts de covers, c'est-à-dire des reprises musicales. En 2014, ils sont repérés par Oprah Winfrey, séduite par leur titre No Matter Where You Are qui sert de bande-son au film La Légende de Manolo.

## Membres
- Carissa Alvarado : elle est née et vit à Los Angeles, en Californie (États-Unis). Elle est issue d'une famille philipino-américaine. Précoce, elle commence à chanter à l'âge de 5 ans à la chorale de son église[réf. nécessaire].
- Michael Alvarado : il est né et a grandi dans le nord de la Californie. Il est issu d'une famille porto-ricaine. Il commence le piano à l'âge de 7 ans et chante alors qu'il est enfant avec un groupe qu'il monte au lycée.

## Discographie
- Us (2012)
- No Matter Where You Are (2014)